# Personennamendatei
Personennamendatei (PND, досл. укр. «нормативна база імен осіб») — німецька система класифікації і систематизації персоналій, призначена переважно для бібліотек. PND створена в 1995—1998 роках і опублікована Німецькою національною бібліотекою. У «Нормативній базі імен осіб» зберігаються дані про ім'я, дату народження і рід занять; кожній персоналії присвоєно ідентифікаційний номер PND.
PND включає в себе більше двох мільйонів записів і порівнянна з «Library of Congress Name Authority File» (LCNAF).
У квітні 2012 року в Німеччині запущено універсальну систему класифікації Gemeinsame Normdatei (GND), яка включила в себе записи чотирьох систем: Personennamendatei (PND), Schlagwortnormdatei (SWD), Gemeinsame Körperschaftsdatei (GKD) і Einheitssachtitel-Datei des Deutschen Musikarchivs (DMA-EST).